# ČT1
ČT1 (znana też jako jednička – pol. Jedynka; dawniej ČST, ČST1, F1, Československá televize, Československá televízia jedna, Federální okruh jedna) – pierwszy program czeskiej telewizji publicznej (Česká televize), nadawany od 1 stycznia 1993. 
Jest to kanał ogólnotematyczny, w którego ramówce znajdują się programy informacyjne (Události, Zprávy), filmy, seriale, programy dokumentalne, zarówno czeskie, jak i zagraniczne, programy rozrywkowe i programy dla dzieci. Znaczna część audycji ČT1 zaopatrzona jest w napisy ekranowe dla niesłyszących, dostępne na 888 stronie teletekstu.
Na antenie ČT1 ukazują się ponadto programy lokalne emitowane przez studia w Pradze, Brnie i Ostrawie.
Większość audycji ČT1, o ile pozwalają na to prawa autorskie, udostępniana jest na stronie internetowej stacji, zarówno na żywo, jak i na żądanie.

## Historia
ČT1 rozpoczęła nadawanie w całej Czechosłowacji 1 maja 1953 roku, ze studia w Pradze, jako ČST.
W 1970 roku nazwa ČST została zmieniona na ČST1. W 1975 rozpoczęto nadawanie w kolorze.
Po wejściu federalizmu w Czechosłowacji 3 września 1990 roku kanał ČST1 została podzielona na dwa odrębne kanały. Na zachodzie kraju na F1 z siedzibą w Pradze a na wschodzie na ST1 z siedzibą w Bratysławie. Po rozpadzie Czechosłowacji 1 stycznia 1993 czeski kanał F1 zmienił nazwę na dzisiejszą ČT1 a słowacki ST1 na STV1.
1 września 2007 nastąpiła zmiana identyfikacji wizualnej wszystkich kanałów ČT. Wówczas charakterystyczne logo ČT1 przedstawiające litery č i t złożone na kształt konturu telewizora, z wpisaną w niego cyfrą 1, zostało zastąpione przez czerwony prostokąt z białą cyfrą 1 i poziomą linią ponad nią, w środku. Od 1 października 2012 stacja ponownie zmieniła logo. Tak jak i kanały siostrzane m.in. ČT2.
Od 11 listopada 2011 roku telewizja ta nie nadaje reklam.
1 marca 2012 kanał rozpoczął nadawanie w systemie HDTV, zastępując kanał ČT HD.

## Logo
| Lata                               | Opis | Logo |
| ---------------------------------- | --- | ---- |
| 1 stycznia 1993 – 31 sierpnia 2007 | Charakterystyczne logo ČT i wpisana w niego cyfra 1. Logo znajdowało się w lewym górnym rogu.                                         |      |
| 1 września 2007 – 30 września 2012 | Czerwony prostokąt z białą cyfrą 1 i poziomą linią ponad nią, w środku. Na antenie logo półprzeźroczyste, w lewym górnym rogu ekranu. |      |
| 1 października 2012 – obecnie      | Czerwone nawiasy kwadratowe a obok czerwona cyfra 1. Na antenie logo półprzeźroczyste, w lewym górnym rogu ekranu.                    |      |